# Porto Rico nos Jogos Pan-Americanos de 1959
Porto Rico competiu nos Jogos Pan-Americanos de 1959 em Chicago de 28 de agosto a 7 de setembro de 1959. Conquistou 6 medalhas no total.